# 黃昭道
黃昭道（1468年—1541年），字文顯，号梅岩，湖廣平江县（今屬湖南省）伍市镇人。明朝政治人物。

## 生平
弘治十一年戊午科湖廣鄉試第五十四名舉人，十二年（1499年）联捷己未科同进士三甲第155名（伦文叙榜）。弘治十四年（1501年）授山东长山县（今邹平县境）知县，在任四年，勤其职，有政声，甚得民心。升迁御史离任之日，父老遮道留。正德二年（1507年），擔任南京陝西道監察御史，因疏劾劉瑾，廷杖三十，下獄除名，遂成跛疾。
正德五年（1510年），劉瑾被誅殺后，起用為江西僉事。正德十四年（1519年）宁王朱宸濠（朱元璋第十七子朱权五世孙）蓄养、招纳亡命之徒，杀逐地方文武官员和无辜百姓，劫掠商贾，窝藏盗贼，起兵叛乱。昭道闻变，配合各地军兵，擒获数百人，悉按法律治罪。后迁山东巡海副使，设计剿灭海寇殆尽。嘉靖元年（1522年），迁云南左参政。是时木邦、孟密、缅甸仇杀多年，昭道率数骑前往，恩威并举，区划得宜，酋长詟服。后官至右布政使，终左布政使。嘉靖六年（1527年），以病告老还乡。生平胸度坦夷，操守清介。家居十四年，杜门谢客。年七十四卒于原籍。

## 身后
葬于县西湖源山下石坑村与桥墩村之间，地名张古塘。祀乡贤祠。

## 著作
著作有《逆鳞稿》、《梅岩集》。

## 家族
十世祖黄诰，宋朝政治人物。曾祖黄崇善；祖黄政富；父黄裳。母陽氏。具庆下。兄黄钟；弟黄昭奎。